# استودان شماره ۲ تنگ ماغر
استودان شماره ۲ تنگ ماغر مربوط به دوره ساسانیان است و در شهرستان بهمئی، روستای سندال تنگ ماغر واقع شده و این اثر در تاریخ ۲ آبان ۱۳۸۲ با شمارهٔ ثبت ۱۰۵۷۹ به‌عنوان یکی از آثار ملی ایران به ثبت رسیده است.